# Pachycerianthus curacaoensis
Espèce
Pachycerianthus curacaoensis est une espèce de la famille des Cerianthidae.

## Systématique
Le nom valide complet (avec auteur) de ce taxon est Pachycerianthus curacaoensis Den Hartog, 1977.

## Publication originale
- Hartog J.C. den, 1977. 	Descriptions of two new Ceriantharia from the Caribbean region, Pachycerianthus curacaoensis n. sp. and Arachnanthus nocturnus n. sp., with a discussion of the cnidom and of the classification of the Ceriantharia. 	Zoologische Mededelingen 51 (14): 211-242 lire